# Kanton Arinthod
Arinthod is een voormalig kanton van het Franse departement Jura. Het kanton maakte deel uit van het arrondissement Lons-le-Saunier. Het werd opgeheven bij decreet van 17 februari 2014 met uitwerking op 22 maart 2015.

## Gemeenten
Het kanton Arinthod omvatte de volgende gemeenten:
- Arinthod (hoofdplaats)
- Aromas
- La Boissière
- Cernon
- Cézia
- Charnod
- Chatonnay
- Chemilla
- Chisséria
- Coisia
- Condes
- Cornod
- Dramelay
- Fétigny
- Genod
- Lavans-sur-Valouse
- Légna
- Marigna-sur-Valouse
- Saint-Hymetière
- Savigna
- Thoirette
- Valfin-sur-Valouse
- Vescles
- Vosbles